# والدة (رواية)
والدة هي رواية للكاتب فرانسوا مورياك نُشرت في ديسمبر 1923 عن دار نشر غراسيه، وترجمت إلى العربية لأول مرة سنة 1947.

## كتابة الرواية
فرانسوا مورياك، الذي كان قد نشر مؤخرًا روايته نهر النار، أنهى كتابة رواية الوالدة في 23 سبتمبر 1923 في مدينته سان سيمفوريان. وشخصيات جنيتريكس، فيليسيتي وفيرنان كازيناف، تستند إلى شخصيات سبق أن ظهرت ضمن عائلة بيلوير في رواية القبلة للبرص، حيث حذف مورياك بعض الصفحات من تلك الرواية خلال ربيع وصيف 1923 ليستخدمها كأساس لبناء رواية الوالدة. يضع الكاتب أحداث الرواية في الأماكن التي شهدت طفولته، في القصر البوردي الكبير الطراز من عصر الإمبراطورية الثانية الواقع في لانجون، بالقرب من محطة القطار في المدينة (على خط بوردو – سيت)، وهو ما يسهل استغلال وتجارة الأخشاب من ممتلكات عائلة مورياك. كما يصور في بعض المناسبات أحداثًا عائلية خاصة بجدّه أو بعمه الذي توفي صغيرًا.
وفقًا لكلمات فرانسوا مورياك نفسه، فقد «أتى به هذا الرواية إلى الشهرة»  ". واعتبرها الرواية «ذات الأثر الأكبر» بين أعماله، إذ وضعها عام 1937 ضمن أعماله المفضلة. .

## ملخص
ماتيلد كازيناف تحتضر في سريرها، مصابة بعدوى ناجمة عن إجهاض متأخر. حَماتها فيليسيتي كازيناف، التي تنتمي إلى عائلة بيلوير، تكرهها من كل قلبها منذ أن تزوجت ابنها الوحيد فيرناند، الذي يبلغ من العمر خمسين عامًا. هي تتركها تواجه مصيرها ولا تقدم لها أي مساعدة، متمنيةً موتها بشدة لتستعيد السيطرة الكاملة على ابنها المدلّل والمحبوب بشكل مبالغ فيه.
في فجر اليوم التالي، تموت الشابة. وعندما يدرك فيرناند أنه فقد الشخص الوحيد الذي كان يمنحه بعض الحياة وسط الأسرّة العائلية الخانقة، يبدأ في تكريس عبادة داخلية لزوجته، رغم أنه قد رفضها واحتقرها لعدة أشهر أثناء حياتها. يصل به الأمر إلى إعادة تأثيث غرفتها المجاورة لغرفة والدته، تحت تأثير والدته القوية المتسلطة التي تمجد نفسها وتمتلك وتسيطر.
بينما كانت فيليسيتي كازيناف تعتقد أنها ستجد ابنها مستندًا على كتفها، انغلق فيرناند في غرفة زوجته الراحلة، توقف عن تناول الطعام، وصدّ محاولات والدته للتقرب منه. لم تستطع فيليسيتي تحمل هذه الهزيمة النهائية لـ"الميّتة" التي بنت لأول مرة حصنًا منيعا يفصل بينها وبين ابنها. ورغم استخدامها لأساليب متعددة، مثل الابتزاز العاطفي وسيطرة الوالدين، لم تستطع استعادة فيرناند، وفي النهاية، وبعد إصابتها بسكتة دماغية تركتها مشلولة على كرسي متحرك وصامتة، توفيت بعد بضعة أشهر.

وجد فيرناند نفسه وحيدًا وجهًا لوجه مع خادمة العائلة العجوز، ماري دي لادوس. لم يعانِ كثيرًا من وفاة والدته، لكنه ظل غارقًا في حزن فقدان زوجته التي لم يبن معها شيئًا يذكر. ومع ذلك، بدأ هذا الحب بعد الموت يخفت تدريجيًا مع رحيل والدته.
تحصل الخادمة العجوز على إذن لاستقدام حفيدها ريمون إلى المنزل، ثم يأتي والديه تدريجيًا، ويسيطرون شيئًا فشيئًا على المكان. في البداية، كان فيرناند يعي بشكل غير واعٍ إمكانية أن يكون ريمون هو الطفل الذي لم يُرزق به هو وزوجته، لكنه سرعان ما يتحول إلى كراهية عائلة خادمته، ويطرد الجميع بعنف في انتفاضة أخيرة تعكس دماء عائلة بيلوير.

## الطبعات
- إصدارات جراسيت ، 1923، طبعة أصلية غنية بصورة فرانسوا مورياك بريموند هيوديبيرت
- البيلويير ( جينيتريكس وقبلة المجذوم )، طبعات كالمان-ليفي ، 1925
- قبلة المجذوم والمتناسل ، طبعة نهائية، مكتبة هاشيت ، 1928 (نقوش خشبية من تصميم بول بودييه)
- جينيتريكس ، أحد عشر نقشًا أصليًا لميشيل سيري ، 140 نسخة مرقمة، عشاق الكتب المركزية، 1968
- روايات ومسرحيات كاملة ، المجلد الأول، مكتبة البليياد ، طبعات غاليمار ، 1978،(ردمك 2-07-010931-3)

## الملاحظات والمراجع
1. ↑  "والدة". Goodreads (بالإنجليزية). Archived from the original on 2025-01-15. Retrieved 2025-07-06.
2. 1 2  مورياك، فرنسوا|عنبر، محمد عبد الحميد. (None). والدة_01834_مورياك،_فرنسوا_عنبر،_محمد_عبد_الحميد. None. {{استشهاد بكتاب}}: تحقق من التاريخ في: |تاريخ= (مساعدة)
3. 1 2 3  "Genitrix". الأعمال الروائية والمسرحية الكاملة (بالفرنسية). منشورات جاليمار. Vol. المجلد الأول. 1978. pp. 1218–1219. ISBN:2-07-010931-3.